# Wiershop
Wiershop est une commune allemande du Schleswig-Holstein, située dans l'arrondissement du duché de Lauenbourg (Kreis Herzogtum Lauenburg), à cinq kilomètres au nord-est de la ville de Geesthacht. Wiershop est l'une des dix communes de l'Amt Hohe Elbgeest (« Haut Geest de l'Elbe ») dont le siège est à Dassendorf.